# Tore Pedersen
Tore Pedersen (født 29. september 1969) er en tidligere fodboldspiller fra Norge.

## Norges fodboldlandshold
| Norges landshold | Norges landshold | Norges landshold |
| År               | Kmp              | Mål              |
| ---------------- | ---------------- | ---------------- |
| 1990             | 5                | 0                |
| 1991             | 8                | 0                |
| 1992             | 10               | 0                |
| 1993             | 10               | 0                |
| 1994             | 5                | 0                |
| 1995             | 1                | 0                |
| 1996             | 1                | 0                |
| 1997             | 4                | 0                |
| 1998             | 0                | 0                |
| 1999             | 3                | 0                |
| Total            | 47               | 0                |